# قضاء إرحاب
قضاء إرحاب قضاء يقع محافظة المفرق في الأردن. ينتمي القضاء يتبع إداريا لـ لواء قصبة المفرق. مركزه ارحاب ويشمل القرى التالية :( ارحاب، الدجنية، هويشان، المعمرية، بويضة العليمات، البويضة الغربية، حمامة العليمات، حمامة العموش، الدقمسه، نادره، المدور، ام بطيمه، دحل، الصهاه، حميد، الكرم، عين، الزعفرانه،  المنيفه، صعد، أبو السوس، السحري، ام حصماصه، خطله، ام رمانة، مداوير عين، الرشاده، عين النبي).